# Susanne Menge

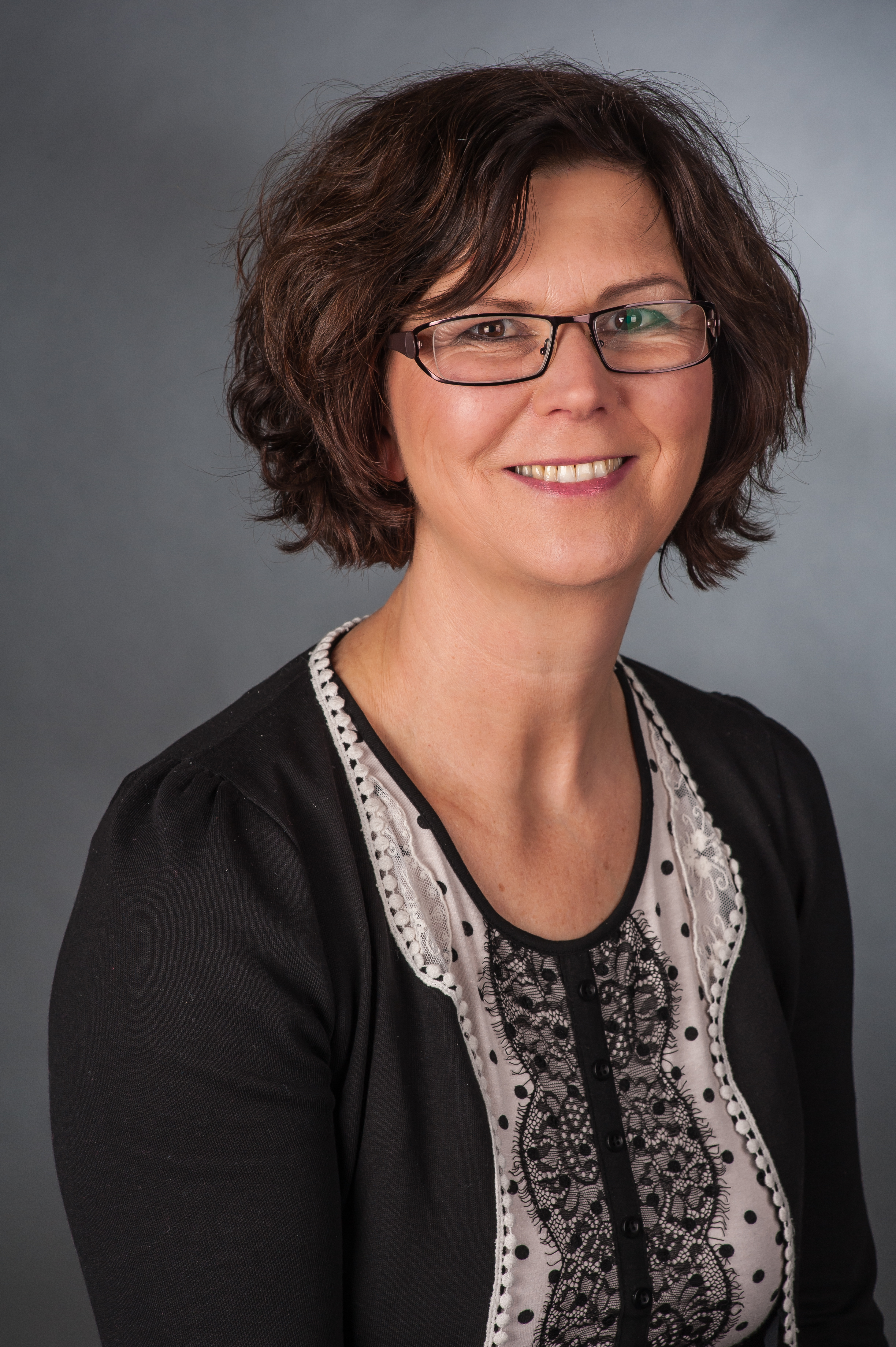
Susanne Menge (2013)

Patrizia Susanne Menge (* 11. Februar 1960 in Bad Zwischenahn) ist eine deutsche Politikerin (Bündnis 90/Die Grünen). Von 2021 bis 2025 war sie Mitglied des Deutschen Bundestages. Zuvor war sie von 2013 bis 2017 und von 2019 bis 2021 Mitglied des Niedersächsischen Landtages. 

## Leben
Nach dem Abitur 1979 am Gymnasium Bad Zwischenahn studierte Susanne Menge bis 1986 an der Carl von Ossietzky Universität Oldenburg Politik/Wirtschaft und Sport auf Lehramt. Bis zu ihrem Einzug in den Landtag war sie als Studienrätin an der Oldenburger Graf-Anton-Günther-Schule tätig.
Susanne Menge ist seit 1984 Mitglied der Grünen. Von 1986 bis 1992 war sie Mitglied des Gemeinderates von Bad Zwischenahn, von 1991 bis 1994 gehörte sie dem Kreistag des Landkreises Ammerland an. Von 2001 bis 2006 und seit 2011 gehört sie dem Stadtrat von Oldenburg (Oldenburg) an. Sie war von 2011 bis 2013 ehrenamtliche Bürgermeisterin der Stadt Oldenburg. 
Bei der Landtagswahl 2013 wurde Susanne Menge über Platz 17 der Landesliste in den Landtag gewählt. Außerdem trat sie im Wahlkreis Oldenburg-Mitte/Süd an, den jedoch Ulf Prange (SPD) gewann. Bei der Landtagswahl 2017 stand Menge auf Platz 13 der Landesliste. Da den Grünen jedoch nur zwölf Sitze zufielen, schied Susanne Menge aus dem Landtag aus und gelangte auf den ersten Platz der Nachrückerliste. Sie rückte am 19. November 2019 für Belit Onay in den Landtag nach.
Menge kandidierte am 25. Mai 2019 in der Kreisstadt Winsen (Luhe) für das Amt der hauptamtlichen Bürgermeisterin, verbunden mit der Funktion als Leiterin der Stadtverwaltung. Sie wurde dabei von Bündnis 90/Die Grünen und der SPD unterstützt. Sie erreichte einen Stimmenanteil von 45,3 % und musste sich damit ihrem Konkurrenten André Wiese geschlagen geben.
Bei der Bundestagswahl 2021 trat Susanne Menge als Direktkandidatin im Wahlkreis Oldenburg – Ammerland und auf Platz 13 der grünen Landesliste an. Über den Listenplatz bekam Susanne Menge ein Mandat für den 20. Bundestag. Sie legte daraufhin ihr Landtagsmandat nieder; für sie rückte Hans-Joachim Janßen nach. Sie war Mitglied des Ausschusses für wirtschaftliche Zusammenarbeit und Entwicklung und des Verkehrsausschusses; in letzterem Ausschuss war sie die Obfrau ihrer Fraktion. Bei der Bundestagswahl 2025 kandidierte Menge nicht erneut.
Als Anteilseignervertreterin war Menge Teil des Aufsichtsrates der Autobahn GmbH des Bundes.
Susanne Menge ist geschieden und hat drei Kinder.

## Mitgliedschaften
Susanne Menge ist Mitglied der überparteilichen Europa-Union Deutschland, die sich für ein föderales Europa und den europäischen Einigungsprozess einsetzt.